# Leiodontocercus
Leiodontocercus is een geslacht van rechtvleugeligen uit de familie sabelsprinkhanen (Tettigoniidae). De wetenschappelijke naam van dit geslacht is voor het eerst geldig gepubliceerd in 1954 door Lucien Chopard.

## Soorten
Het geslacht Leiodontocercus omvat de volgende soorten:
- Leiodontocercus angustipennis Chopard, 1954
- Leiodontocercus condylus Ragge, 1962
- Leiodontocercus malleus Ragge, 1962